# جيمس س. وايت
جيمس س. وايت (بالإنجليزية: James C. White)‏ هو مقدم برامج إذاعية وصحفي أمريكي، ولد في 6 أبريل 1937، وتوفي في 2 سبتمبر 2009 في أورنج بيتش في الولايات المتحدة.